# Poa versicolor
Poa versicolor är en gräsart som beskrevs av Wilibald Swibert Joseph Gottlieb von Besser. Poa versicolor ingår i släktet gröen, och familjen gräs. Inga underarter finns listade i Catalogue of Life.